# Moses Gikenya
Moses Gikenya (19 de dezembro de 1972) é um ex-futebolista profissional queniano que atuava como defensor.

## Carreira
Moses Gikenya representou o elenco da Seleção Queniana de Futebol no Campeonato Africano das Nações de 2004.